# Атаманюк Петро
Петро Атаманюк (нар. 7 листопада 1921, с. Соколів, нині Теребовлянський район, Тернопільська область, Україна) — український громадсько-культурний діяч в Австралії.
Від 1953 року — в Австралії. Діяч Ліги визволення України, «Української громади». Фундатор Дому української молоді, оселі «Говерла», храму-пам'ятника на честь 1000-ліття християнства в Русі-Україні. Меценат Фундації українознавчих студій.